# Entrophospora infrequens
Entrophospora infrequens är en svampart som först beskrevs av I.R. Hall, och fick sitt nu gällande namn av R.N. Ames & R.W. Schneid. 1979. Entrophospora infrequens ingår i släktet Entrophospora och familjen Acaulosporaceae.   Inga underarter finns listade i Catalogue of Life.